# Wasserburg Grünau
Die Wasserburg Grünau ist eine abgegangene Wasserburg im Ortsteil Grünau der Gemeinde Langenweißbach im Landkreis Zwickau in Sachsen. Sie wird auch als „Wohl“ bezeichnet. Eine weitere Benennung ist „Wal“.

## Lage
Im Nordteil von Grünau in einer Quellmulde mit mehreren Teichen.

## Geschichte und Beschreibung
Die Wasserburg wurde von den Herren von Wildenfels gegründet.
Auf dem zugehörigen Blatt Wildenfels des Berliner Exemplars der sächsischen Meilenblätter ist die Topographie des Dorfes Grünau relativ exakt mit einzelnen Gehöften und Wasserläufen zum Ende des 18. Jahrhunderts erfasst. Am Nordwestende des Oberdorfes befindet sich ein quadratischer Teich mit einer quadratischen Insel, etwa 50 m südlich des dort befindlichen westlichsten Vierseithofes. Durch Schraffur ist rings um diesen Teich ein Wall angedeutet, dicht unterhalb ist ein weiterer Teich mit Damm oder Wall angedeutet, aus dem der rechte Quellbach entspringt. Das zugehörige georeferenzierte Luftbild zeigt an dieser Stelle ein Gehölz. In der Literatur wird zum Objekt vermerkt: „…der heutige Burgstall zeigt nur noch einen Wassergraben und einen Außenwall“.
Laut Geupel wurden (bis 1983) keine Funde im Burgareal gemacht. Der Burgstall wurde am 15. August 1958 als Bodendenkmal eingetragen.